# Rafťáci
Rafťáci je český film natočený v roce 2006 na námět a v režii Karla Janáka s Vojtěchem Kotkem a Jiřím Mádlem v hlavních rolích. Ve filmu hrají dva mladé chlapce, Danyho a Filipa, kteří se vydají na čundr na raftu. Danyho rodiče jim ovšem dají na starost i mladšího bratra. Rodiče (Milan Šteindler a Veronika Freimanová), kteří prožívají krizi středního věku a hádají se, se vydají na cestu za mládím, a to po téže řece jako Dany a Filip.